# European Masters Championship femminile di pallavolo
L'European Masters Championship femminile di pallavolo è una competizione sportiva continentale a cadenza biennale organizzata dalla Confédération Européenne de Volleyball (CEV), la federazione europea della pallavolo.
Si tratta di un torneo tra nazionali di "veterane" diviso in due categorie: gli over 35 (35-45 anni) e gli over 45 (45+), che assegna il titolo di campione europeo alla nazionale vincitrice.
Il primo "European Masters Championship" si tenne nel 2007 in Grecia con il nome di "Campionato Europeo Veterans".
Dopo la prima edizione la categoria over 45 (45+) è stata abolita lasciando solo la over 35 senza limiti d'età (35+).

## Edizioni

### Categoria (35+)
| Anno          | Ospitante |        | Podio    | Podio  | Podio |
| Anno          | Ospitante | Oro    | Argento  | Bronzo |       |
| ------------- | --------- | ------ | -------- | ------ | ----- |
| 2009 Dettagli | Grecia    | Italia | Germania | Grecia |       |

#### Medagliere
| Squadra  | Oro | Argento | Bronzo | Totale |
| -------- | --- | ------- | ------ | ------ |
| Italia   | 1   | 0       | 0      | 1      |
| Germania | 0   | 1       | 0      | 1      |
| Grecia   | 0   | 0       | 1      | 1      |

### Categoria (35-45)
| Anno          | Ospitante |        | Podio   | Podio   | Podio |
| Anno          | Ospitante | Oro    | Argento | Bronzo  |       |
| ------------- | --------- | ------ | ------- | ------- | ----- |
| 2007 Dettagli | Grecia    | Russia | Italia  | Romania |       |

#### Medagliere
| Squadra | Oro | Argento | Bronzo | Totale |
| ------- | --- | ------- | ------ | ------ |
| Russia  | 1   | 0       | 0      | 1      |
| Italia  | 0   | 1       | 0      | 1      |
| Romania | 0   | 0       | 1      | 1      |

### Categoria (45+)
| Anno          | Ospitante |        | Podio   | Podio    | Podio |
| Anno          | Ospitante | Oro    | Argento | Bronzo   |       |
| ------------- | --------- | ------ | ------- | -------- | ----- |
| 2007 Dettagli | Grecia    | Russia | Ucraina | Lettonia |       |

#### Medagliere
| Squadra  | Oro | Argento | Bronzo | Totale |
| -------- | --- | ------- | ------ | ------ |
| Russia   | 1   | 0       | 0      | 1      |
| Ucraina  | 0   | 1       | 0      | 1      |
| Lettonia | 0   | 0       | 1      | 1      |